# Завръх (община Лития)
Вижте пояснителната страница за други значения на Завръх.
Завръх (на словенски: Zavrh) е село в Словения, регион Средна Словения, община Лития. Според Националната статистическа служба на Република Словения през 2015 г. селото има 33 жители.